# Maylia
Gloria Suie Chin (en chino tradicional, 鄺美麗; 10 de noviembre de 1925 – 16 de octubre de 2016), conocida professionalmente como Maylia Fong, fue una actriz estadounidense.

## Carrera actoral
Fong, todavía Gloria Chin, fue vista en una cantina de los estudios Paramount por la esposa del productor Sidney Buchman mientras visitaba a su hermana en California. Fue elegida en su primera película como el personaje Ming Ling en la película romántica de 1947 Singapore, protagonizada por Ava Gardner y Fred MacMurray.
Después de una exitosa recepción en Singapore, Fong interpretó a una huérfana china en To the Ends of the Earth en 1948, protagonizada por Dick Powell y Signe Hasso. Fong luego apareció en Boston Blackie's Chinese Venture (1949), Chinatown at Midnight (1949), Call Me Mister (1951) y Return to Paradise (1953). Fue una de las pocas actrices asiático-americanas que trabajaba en Hollywood en ese momento. Fue conocida como la "primera estrella china desde Anna May Wong" por la publicidad oficial del estudio Paramount Pictures.

## Como restauradora
Fong y su esposo dirigieron con éxito una cadena de restaurantes chinos en el condado de Los Ángeles llamada Ah Fong. En 1949, habían ahorrado suficiente dinero para abrir su primer restaurante en Hollywood, California, en Vine Street. En 1971, la cadena tenía ubicaciones en Hollywood, Anaheim, Encino, Westwood y Beverly Hills.
En 1984, el restaurante recibió una recomendación favorable en Los Angeles Times como un lugar para el almuerzo del Día de la Madre.
Ella y su esposo dejaron de administrar la cadena en 1985, poco antes de la muerte de su esposo en 1987. En 1987, sólo una ubicación se mantuvo en Hollywood y estaba siendo administrado por un familiar.

## Vida personal
Mientras visitaba a su hermana en Los Ángeles en 1947, Chin conoció a su futuro esposo, Benson Fong. La pareja quería casarse, pero necesitaban un ingreso estable, por lo que comenzaron una cadena de restaurantes llamada Ah Fong (亞方).
Después de su última película en 1953, Return to Paradise, Fong se retiró de la actuación para centrarse en su familia. Tuvo cinco hijos con su esposo Benson. Sus nombres son Cynthia Fong (n. 1948), Preston Oden Fong (n. Febrero de 1950), Lori Fong (n. 1951), Pamela Fong (n. 1953), y Lisa Fong (n. 1957). Tres de sus cinco hijos (Pamela, Kwong y Lisa) también son actores.[cita requerida] Fong también tenía nueve nietos en el momento de su muerte en 2016.

## Muerte
Fong murió mientras dormía en su casa en Costa Mesa, California, el 16 de octubre de 2016. Le sobrevivieron sus cinco hijos y nueve nietos. Según sus últimos deseos, fue incinerada y sus cenizas esparcidas en el mar.